# Hope Castle
Hope Castle er historisk hus og ejendom i Castleblayney, County Monaghan, Irland. Opførslen begyndte i 1795 og stod færdig i 1799. Den var oprindeligt et privat hjem, men i løbet af 1900-tallet er Hope Castle blevet brugt som militærbarakker, et hospital, kloster og som hotel indtil det blev beskadiget under en brand i 2010.